# Westflinge

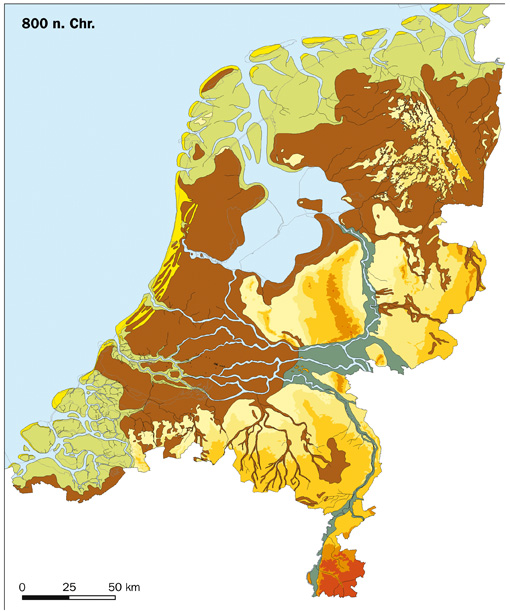
Nederland rond 800 n.Chr.

Westflinge was in de middeleeuwen een gouw in Frisia ten westen van het Vlie. Westflinge wordt voor het eerst genoemd in de koningsoorkonde van Hendrik IV uit 1064, waarin bisschop Willem I van Utrecht de grafelijke rechten geschonken krijgt die graaf Dirk IV van Holland er daarvoor had uitgeoefend. Wellicht is het ooit een oude Friese gouw geweest. Het was het gebied van de latere Westlingi en later het Utrechtse decanaat Westlinglant. Misschien hoorden ooit ook Waterland en Zeevang tot Westflinge.
Westflinge was het belangrijkste gewest van heel West-Friesland, vooral omdat de grond er het vruchtbaarst was. Uit opgravingen is gebleken dat dit gedeelte van Frisia ten westen van het Vlie - vermoedelijk na Wieringen - het vroegst bewoond werd. Mede door de wat hogere ligging lagen hier ook de belangrijkste woonkernen. 
Door kustafslag van het Almere verdween een deel van de gouw in zee, waardoor dit gebied, dat uit eilanden en eilandjes bestond, sterk aan belang inboette. Tegen het einde van de 13e eeuw was het gewest, door stijging van de zeespiegel, een soort eiland geworden. De reeds eerder voltooide ringdijk hield de gebieden binnen de dijk voorlopig droog. Uit dit gebied is de huidige regio West-Friesland ontstaan.

## Naam
De naam Westflinge komt van Westflingo dat "gouw ten westen van het Vlie (fli)" betekent.